# LMBT-jogok Horvátországban
Leszbikus, meleg, biszexuális és transznemű (LMBT) emberek jogai  Horvátországban az elmúlt években jelentősen bővültek. Mind a nők és a férfiak közti szexuális érintkezés 1977 óta legális Horvátországban.
Az azonos nemű párok kapcsolatának törvényes elismerésére először 2003-ban került sor, amikor a nem regisztrált élettársi kapcsolat életbe lépett. A 2013-as horvátországi alkotmányos népszavazás eredményének értelmében a Horvát Alkotmány kimondja, hogy a házasság csak férfi és nő közt jöhet létre, amivel az azonos neműek házassága továbbra is tiltott maradt. 2014-ben megszavazta a Szabor a regisztrált élettársi kapcsolatnak a bevezetését, amivel az örökbefogadást leszámítva egyenlő jogokat kaptak az azonos nemű párok a heteroszexuális párokkal.
Az országban hagyományosan a balközép, baloldali és a zöld politikát folytató pártok támogatják az LMBT-jogok, ezzel szemben a szélsőjobboldali, jobbközép pártok és a katolikus egyházhoz közel álló mozgalmak ellenzik az LMBT-jogok kiterjesztését.

## Történetelem

### 20. század előtt
Nincs külön feljegyzés arról, hogy a homoszexualitást hogy kezelték a 925 és 1102 közt létező Horvát Királyság, ezt követően perszonálunióra lépett a Magyar Királysággal. Az első horvát nyelven 1852-ben megjelent Büntető Törvénykönyvben nem szerepelt a homoszexualitás bűncselekményként. Ennek ellenére a rákövetkező 1879-es horvát-szlavónországi Büntető Törvénykönyv vázlatában már szerepelt a férfiak közti homoszexualitás, amit 5 évig terjedő börtönbüntetéssel büntettek volna, de ezt a vázlatot sosem iktatták törvénybe.

### Második világháború
Annak ellenére, hogy a második világháború során a homoszexuálisokat koncentrációs táborokba deportáltak és a holokauszt áldozataivá váltak, az usztasák vezette Független Horvát Állam nem iktatott törvénybe homoszexuálisokat büntető törvényt. Viszont a kommunista Jugoszláv Partizánok a háború során hoztak halálos ítéletet azon partizánok esetében akikről fény derült homoszexualitására.

### Kommunista korszak
Horvátország Jugoszlávia egyik tagköztársasága lett és az 1951-ben életbe lépett büntető törvénykönyv 2 éves börtönbüntetéssel büntette a férfiak közti homoszexualitást. A homoszexuálisokat a "rendszer ellenségei"-ként bélyegezték meg Jugoszláviában a kommunisták és megtiltották számukra, hogy a Jugoszláv Kommunista Párt tagjai legyenek.
A helyzet az 1974-es jugoszláviai alkotmányos reformokkal megváltozott: a szövetségi büntető törvénykönyvből törölték a homoszexualitást büntető törvényt. A Horvát Szocialista Köztársaság 1977-ben elkészítette saját büntető törvénykönyvét, amiben dekriminalizálta a homoszexualitást. A Horvát Orvosi Kamara 1973-ban törölte a homoszexualitást a mentális rendellenességek közül, 17 évvel korábban mint ahogy az Egészségügyi Világszervezet tette és 4 évvel megelőzte a homoszexualitás Jugoszláviában való dekriminalizálását. A Horvát Szocialista Köztársaság Jugoszlávia részeként az el nem kötelezett országokhoz tartozott, így a nyugati világ felé nyitott ország volt és a társadalmi változásokat ez befolyásolta.
Az 1980-as években az LMBT emberek kezdték felvállalni magukat és láthatóvá válni a társadalom számára. 1985-ben Toni Marošević rádiós műsorvezető volt az első médiaszemélyiség aki felvállalta homoszexualitását.